# Морокутти, Паоло
Паоло Морокутти (итал. Paolo Morocutti, родился в Сиене 29 января 1975 г.), итальянский католический священник, упоминался в ходе расследования скандала Ватиликс из-за связи с главным обвиняемым Паоло Габриэле.

## Биография
Рукоположён в священника 12 июня 2004 г.
Принадлежит к клиру архиепископии Сиена-Колле-ди-Валь-Д’Эльса-Монтальчино.
Начал своё пасторское служение в 2004 г. в должности директора Управления подготовки священников епархии Сиена.
С 2005 г. — преподаватель богословия на Теологическом факультете центральной Италии в Папском региональном семинаре Пия XII в Сиене (il Pontificio Seminario Regionale Pio XII di Siena). С 2006 г. — вице-капеллан Университета Тор Вергата в Риме (Università degli Studi di Roma «Tor Vergata»); с 2008 г. — священник в Свободном университете Пресвятой Девы Марии (LUMSA) в Риме.
В 2009 году получил степень доктора теологии на Папском факультете богословия имени Кармелио Терезиано (Pontificia Facoltà Teologica Teresianum).
С 2010 г. — ассистент, с 2011 г. — преподаватель богословия на расположенном в Риме Факультете медицины и хирургии Католического университета Святого Сердца (Università Cattolica del Sacro Cuore).

## Отношения с семьей Паоло Габриэле
Морокутти являлся духовным отцом Габриэле, камердинера Папы Бенедикта XVI, и отдельные наблюдатели высказывали мнение о его причастности к хищениям секретных документов Ватикана, хотя к судебной ответственности он привлечён не был.
В интервью газете «Zenit» 8 октября 2012 г. (уже после вынесения Паоло Габриэле обвинительного приговора по делу «Ватиликс») Морокутти сказал: «Как священник я обязан стоять рядом с этой семьей друзей, независимо от виновности или невиновности Паоло, моя задача была в том, чтобы защитить жену и особенно детей от постоянного давления СМИ, я делал это, в полной мере осознавая свои обязанности священника. Я познакомил с Паоло другого священника, потому что он попросил — мне это кажется самым нормальным и естественным в мире».

## Труды
- Paolo Morocutti. Il suo vangelo vi accompagni... (Tb. 5, 17). L'accompagnamento nella sofferenza. Spunti di meditazione sul libro di Tobia. — OCD, 2012. — ISBN 978-88-7229-559-5.
- Paolo Morocutti. Ministri del sole e del sangue. I sacerdoti nel pensiero di santa Caterina da Siena. — Cantagalli, 2013. — 128 p. — ISBN 978-88-8272-955-4.
- Paolo Morocutti. Una donna chiamata a parlare. Il ruolo della comunicazione nella missione di santa Caterina da Siena. — Cittadella, 2013. — 298 p. — ISBN 978-88-3081-312-0.